# La voce del padrone (romanzo)
La voce del padrone (Głos Pana) è un romanzo di fantascienza dello scrittore polacco Stanisław Lem, pubblicato per la prima volta nel 1968.
Il libro incorpora il tema del "messaggio dallo spazio". È una storia di primo contatto densamente filosofica che narra lo sforzo degli scienziati per decifrare, tradurre e comprendere una trasmissione extraterrestre. Il romanzo affronta criticamente l'intelligenza, l'incomunicabilità con l'Altro e le intenzioni dell'umanità nel decifrare e comprendere veramente un messaggio proveniente dallo spazio. È considerato uno dei tre libri più noti di Lem, insieme a Solaris e Cyberiade.

## Trama
Il romanzo è scritto sotto forma di narrazione in prima persona, le memorie di un matematico di nome Peter Hogarth, che viene coinvolto in un progetto diretto dal Pentagono (nome in codice "La voce del padrone") da qualche parte nel deserto del Nevada, dove gli scienziati stanno lavorando per decodificare quello che sembra essere un messaggio dallo spazio (specificamente, un segnale di neutrini dalla costellazione del Cane Minore). Nel corso del libro, Hogarth - o meglio, Lem stesso - espone il lettore a molti dibattiti che fondono cosmologia e filosofia: dalle discussioni sull'epistemologia, la teoria dei sistemi, la teoria dell'informazione e la probabilità, passando per l'idea della biologia evolutiva e la possibile forma e i motivi dell'intelligenza extraterrestre, con digressioni sull'etica nella ricerca sponsorizzata dai militari, fino ai limiti della scienza umana vincolata dalla natura umana che si proietta inconsciamente nell'analisi di qualsiasi soggetto sconosciuto. A un certo punto, uno degli scienziati coinvolti (Rappaport), disperato in cerca di nuove idee, inizia persino a leggere e discutere storie di fantascienza popolare, e Lem coglie questa opportunità per criticare il genere della fantascienza, poiché Rappaport si annoia e si disillude presto per le trame monotone e le storie prive di immaginazione delle riviste pulp.

## Edizioni
- (PL) Stanisław Lem, Głos Pana, 1ª ed., Varsavia, Czytelnik, 1968.
- (RU) Stanisław Lem, Golos Neba, traduzione di Rafail Nudelman e A. Gromova, Zarubezhnaia fantastika, Mosca, Mir, 1971.
- (FR) Stanisław Lem, La voix du maître, Présence du Futur, n. 211, Parigi, Denoël, 1976.
- (SR) Stanisław Lem, Glas gospodara, traduzione di Petar Vujičić, Kentaur, Belgrado, Jugoslavija, 1978.
- (HU) Stanisław Lem, Az Úr Hangja, traduzione di Murányi Beatrix, Kozmosz Fantasztikus Könyvek, n. 68, Budapest, Kozmosz Könyvek, 1980, ISBN 978-963-211-404-0.
- (DE) Stanisław Lem, Die Stimme des Herrn, traduzione di Roswitha Buschmann, Stanisław Lem: Werke in Einzelausgaben, Francoforte sul Meno, Insel, 1981, ISBN 978-3-458-04887-9.
- (EN) Stanisław Lem, His Master's Voice, traduzione di Michael Kandel, A Helen and Kurt Wolff Book, n. 199, San Diego (California), Harcourt Brace Jovanovich, 1983, ISBN 978-0-15-140360-8.
- (PT) Stanisław Lem, A voz do Mestre, traduzione di Heloisa Medeiros, Novos Mundos da FC, Rio de Janeiro, Francisco Alves, 1991, ISBN 978-85-265-0253-6.
- (RO) Stanisław Lem, Glasul Domnului, traduzione di Mihai Mitu, Nautilus, n. 090, Bucarest, Editura Nemira, 1997, ISBN 978-973-9177-59-7.
- Stanisław Lem, La voce del padrone, traduzione di Vera Verdiani, Torino, Bollati Boringhieri, 2010, ISBN 978-88-339-2126-6.
- Stanisław Lem, La voce del padrone, traduzione di Vera Verdiani, Oscar moderni, Milano, Mondadori, 2010, ISBN 978-88-357-1887-1.